# Popovice (Králův Dvůr)
Popovice (deutsch Popowitz) ist ein Ortsteil der Stadt Králův Dvůr in Tschechien. Er liegt drei Kilometer südlich von Králův Dvůr und gehört zum Okres Beroun.

## Geographie

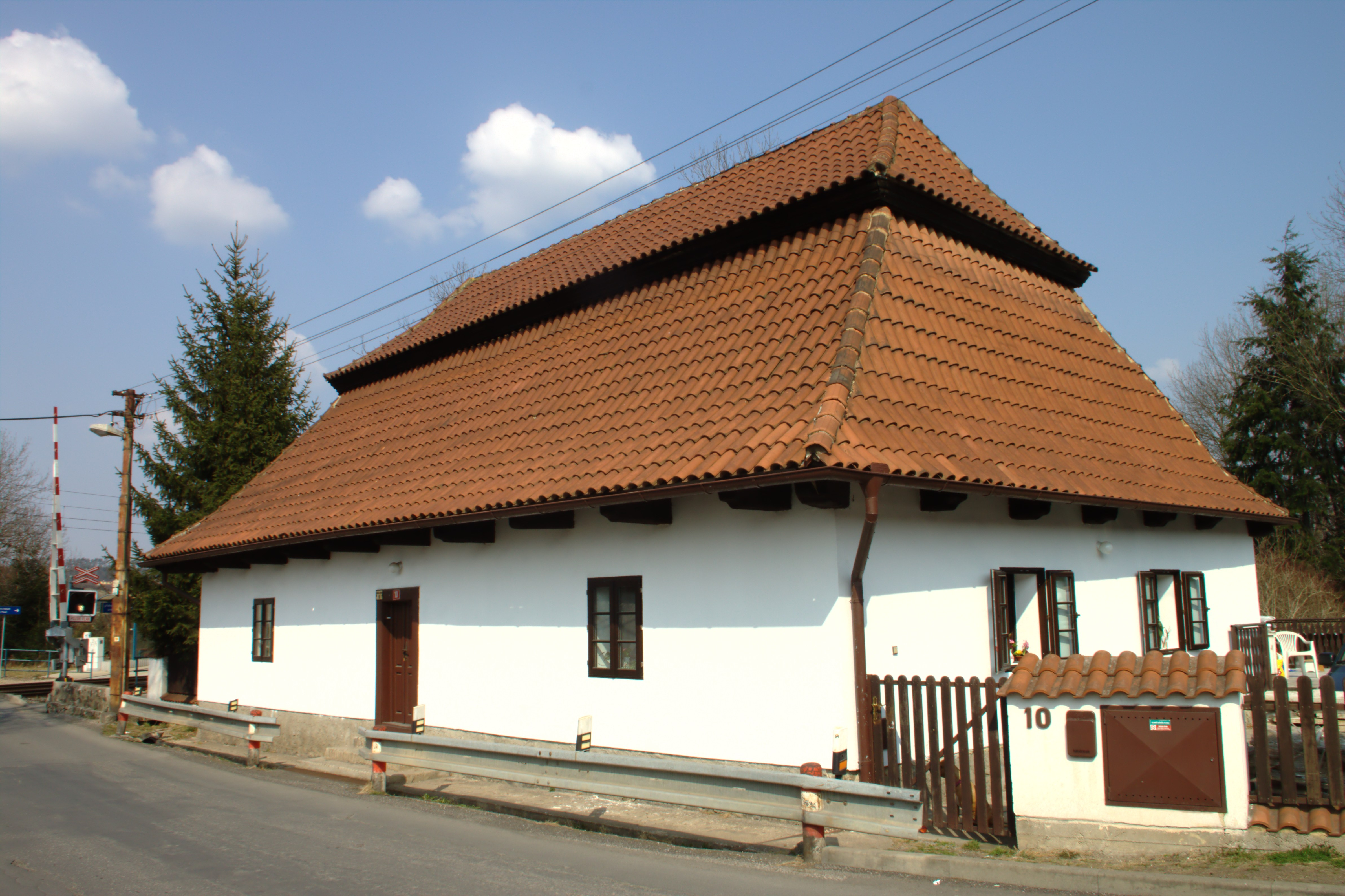
Altes Haus in Popovice

Popovice befindet sich am rechten Ufer der Litavka in der Brdská vrchovina. Gegen Osten erstreckt sich das Landschaftsschutzgebiet Český kras (Böhmischer Karst). Nordöstlich erheben sich der Kosov (355 m) und der Velký Kosov (451 m), im Süden die Koukolova hora (471 m), südwestlich der Kníhov (369 m) und im Nordwesten die Dubová (455 m). Am südwestlichen Ortsausgang liegen die Teiche Měrák und Prostřední rybník. Durch Popovice führt die Bahnstrecke Praha–Plzeň, westlich des Dorfes verläuft am gegenüberliegenden Flussufer die Autobahn D 5 zwischen Prag und Plzeň.
Nachbarorte sind Počaply im Norden, Králův Dvůr, Karlova Huť, Na Vršku, U Hůlů und Litohlavy im Nordosten, Na Mandátě und Bítov im Osten, Křižatky, Havlíčkův Mlýn, Amerika und Suchomasty im Südosten, Tmaň, Slavíky und Lounín im Süden, Chodouň, Mlýnský Ostrov und Zdice im Südwesten, Černín und Levín im Westen sowie Svatá und Trubín im Nordwesten.

## Geschichte

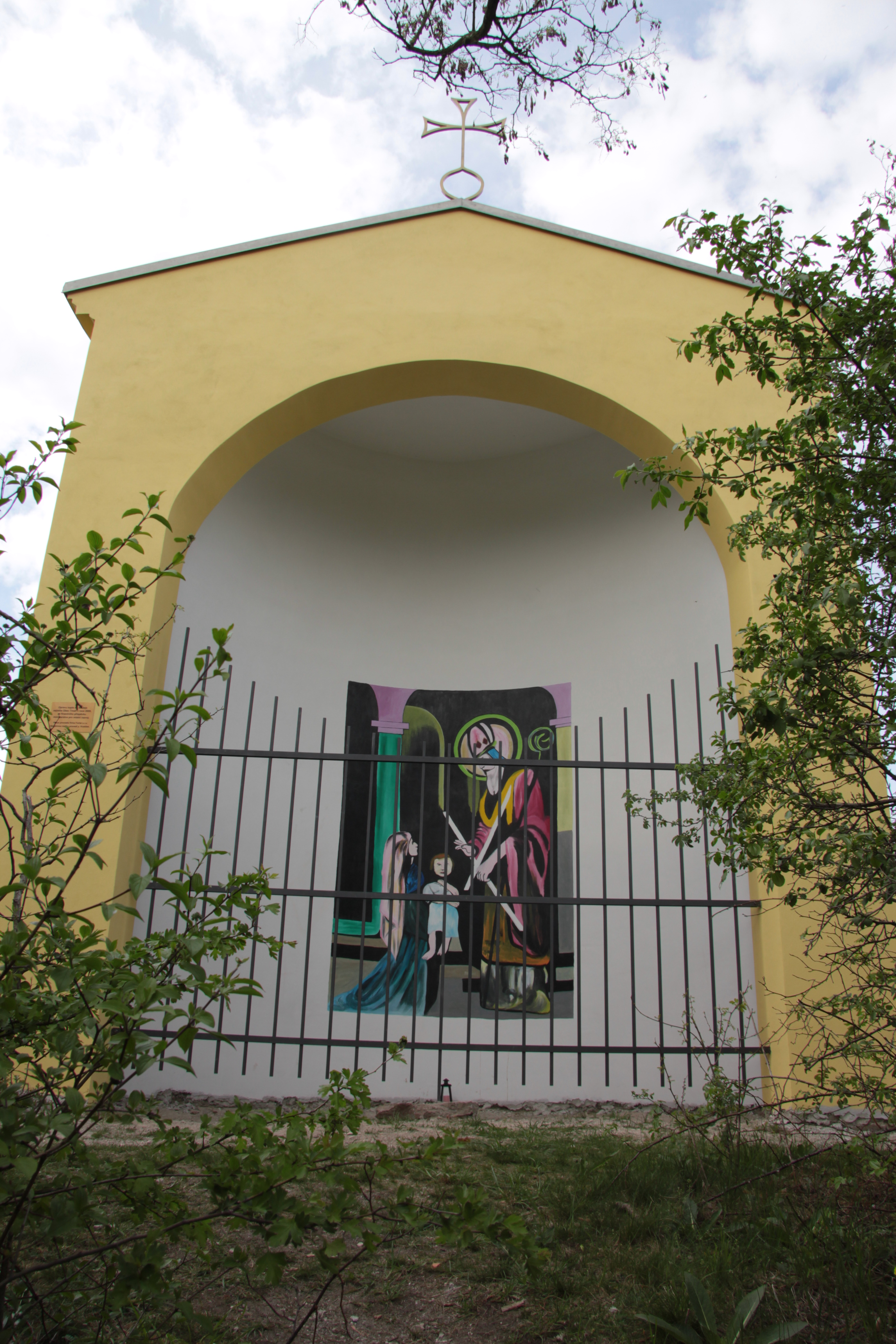
Kapelle des hl. Blasius auf der Koukolova hora

Die erste schriftliche Erwähnung des Gutes Popovice erfolgte im Jahre 1266 als Besitz des Prämonstratenserinnenklosters Chotěšov. Im Popovice wurden seit dem Mittelalter Eisenhämmer betrieben, zu deren Antrieb ein System von Gräben und Teichen anlegt wurde. Im 14. Jahrhundert bildete sich in Popovice ein Vladikengut mit Feste heraus. Der zum Gut gehörige Eisenhüttenstandort Kdyně ist seit der Mitte des 14. Jahrhunderts nachweislich. Zum Ende des 15. Jahrhunderts überließ König Ladislaus Jagiello das Gut Popovice zusammen mit Koněprusy dem Vaněk von Svárov. Im Jahre 1544 wurde Jan Karel von Svárov (Karl von Swarow) in der Landtafel als Besitzer der Erbgüter Popovice und Koněprusy eingetragen, dabei wurde die herrschaftliche Brauerei Popovice erstmals erwähnt. Ihm folgten seine einzige Tochter Katharina und deren Ehemann Zdeněk Otto von Loß. Dieser verkaufte die Güter Popovice und Koněprusy 1586 an Johann d. Ä. Popel von Lobkowicz auf Točník. Dessen Sohn Georg verlor 1593 wegen einer Intrige gegen Kaiser Rudolf II. sämtliche Güter. 1594 wurde die konfiszierte Herrschaft Točník mit den Herrschaften Zbiroh und Königshof zu einer Kameralherrschaft vereinigt, deren Hauptmann seinen Sitz im Schloss Zbiroh hatte. Im Jahre 1595 entstand in Karlova Huť der erste Hochofen in Böhmen. Die Weiterverarbeitung des Eisens erfolgte in den Eisenhämmern von Popovice und dem Karlshütter Hammer. Die Verwaltung und Erträge des Königshofer Anteils der Kameralherrschaft Zbirow wurden 1834 als k.k. Montan-Herrschaft bzw. Berg-Cameralherrschaft Königshof dem k.k. Montan-Aerar zugewiesen. Sie blieb dabei dem k.k. Oberamt Zbirow untergeordnet, erhielt jedoch einen Amtsverwalter.
Im Jahre 1846 bestand das im Berauner Kreis gelegene Dorf Popowitz bzw. Poppowitz aus 34 Häusern mit 385 Einwohnern, darunter einer zum Gut Tmain gehörigen jüdischen Familie. Die Herrschaft unterhielt vier Eisenhämmer mit insgesamt 12 Arbeitern, ein Bräuhaus und ein Branntweinhaus. Außerdem gab es in Popowitz eine Mühle und ein Wirtshaus. Der Meierhof Popowitz war emphyteutisiert und die Schäferei aufgehoben. Der Popowitzer Teich (59 Metzen drei Maßl) und der Mirák (72 Mtz) dienten als Betriebsgewässer für die Eisenwerke Karlshütten und hatten keine Fischbesetzung. Pfarrort war Počapl. Bis zur Mitte des 19. Jahrhunderts blieb das Dorf der k.k. Montan-Herrschaft Königshof untertänig.
Nach der Aufhebung der Patrimonialherrschaften bildete Popovice / Popowitz ab 1850 einen Ortsteil der Gemeinde Králův Dvůr im Gerichtsbezirk Beroun. Im Jahre 1860 kauften die Fürsten von Fürstenberg die Montan-Herrschaft Königshof und begannen mit dem Ausbau des Eisenhüttenwerkes Karlshütten. 1868 wurde das Dorf dem Bezirk Hořowitz zugeordnet. Max Egon II. zu Fürstenberg verkaufte das Eisenhüttenwerk 1880 an die Böhmische Montan-Gesellschaft, die es um ein großes Walzwerk erweiterte. Die vier Popovicer Eisenhämmer ließ die Montan-Gesellschaft 1886 stilllegen und an ihrer Stelle ein großes Walzwerk errichten. Im Jahre 1909 stellte die Brauerei ihren Betrieb ein. 1936 wurde Popovice dem Okres Beroun zugeordnet. Am 1. Jänner 1980 wurde der Ort als Ortsteil Beroun-Popovice nach Beroun eingemeindet. Am 24. November 1990 löste sich Popovice von Beroun los und wurde wieder Teil des Městys Králův Dvůr. Im Jahre 1991 hatte das Dorf 432 Einwohner, beim Zensus von 2001 lebten in den 176 Wohnhäusern von Popovice 463 Personen. Größtes Unternehmen ist die Kaltwalzwerk Králův Dvůr s.r.o., die zuvor als Válcovna za studena s.r.o. firmierte.

## Ortsgliederung
Der Katastralbezirk Popovice u Králova Dvora umfasst die Ortsteile Popovice und Křižatky.

## Sehenswürdigkeiten
- Kapelle auf dem Dorfplatz

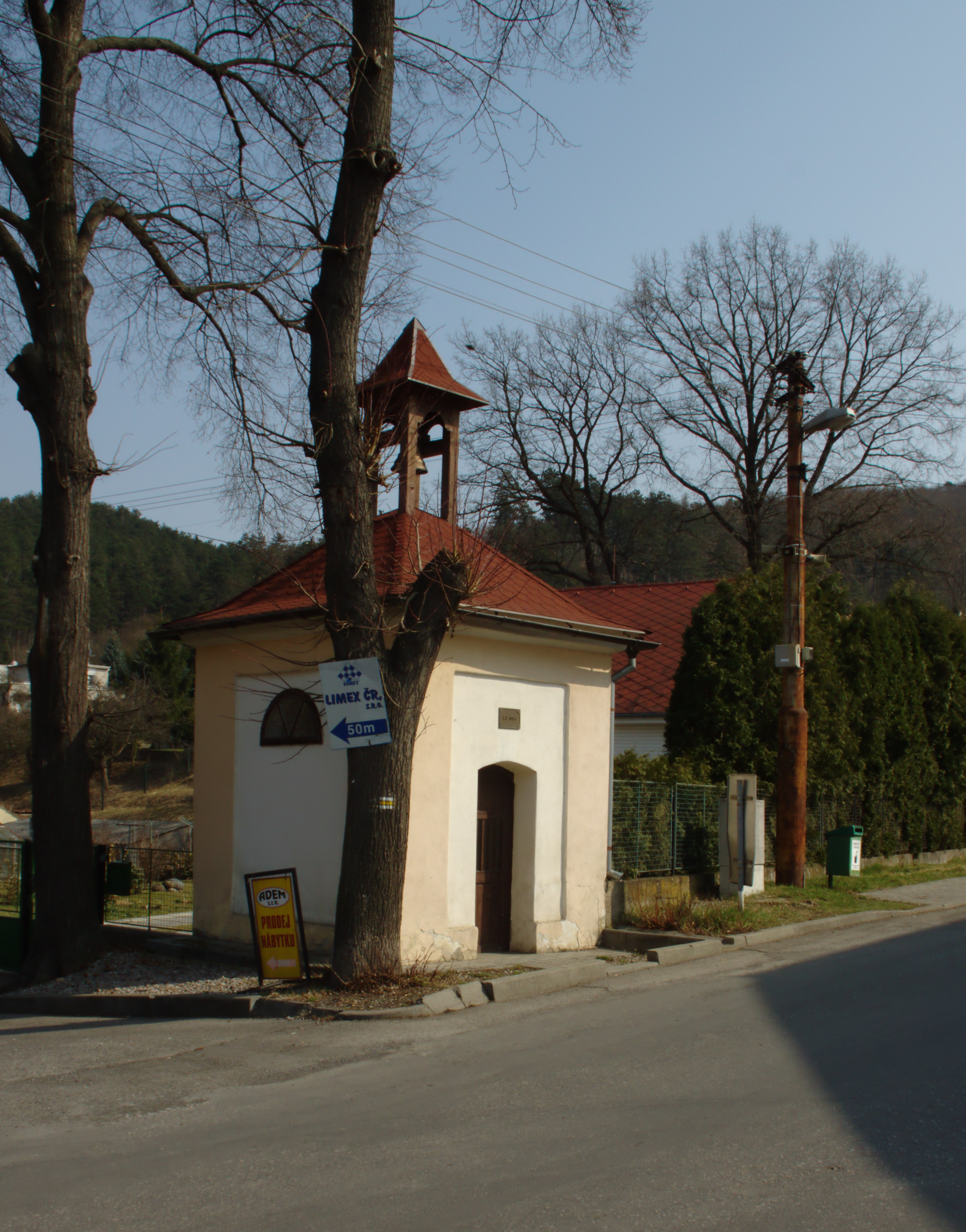
Kapelle in Popovice

- Reste der Feste Popovice, erhalten ist im Speicher des Gehöfts Nr. 15 das Kellergewölbe
- Koukolova hora mit der Kapelle des hl. Blasius, errichtet 1832. Die zur Ruine verfallene Kapelle wurde 2009 wiederhergestellt.

## Söhne und Töchter der Gemeinde
- Jan Preisler (1872–1918), Maler